# Wandelroute GRP577

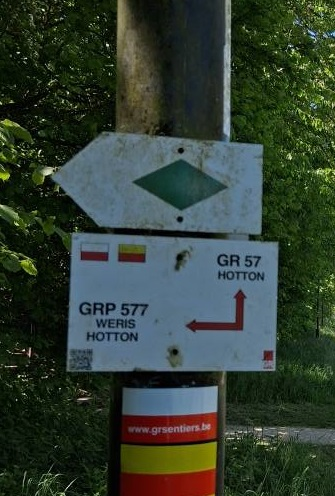
GRP577

De wandelroute GRP577, als streekpad (GRP, Streek-GR) ook wel aangeduid als Tour de la Famenne, is in totaal 197 kilometer lang en loopt in lusvorm door de Famenne van Marche-en-Famenne tot Marche-en-Famenne. De route loopt langs Marche - Rochefort - Han - Beauraing - Houyet - Leignon - Durbuy - Hotton.